# RHIC
RHIC (англ. The Relativistic Heavy Ion Collider) — релятивистский коллайдер тяжёлых ионов. Коллайдер расположен в Брукхейвенской национальной лаборатории (штат Нью-Йорк). 
На установке изучается структура нуклонов и кварк-глюонная плазма, возникающая в месте столкновения частиц, и существовавшая во Вселенной в прошлом, вскоре после Большого Взрыва.
В настоящий момент RHIC уступил статус наиболее мощного коллайдера тяжёлых ионов в мире: с начала ноября и до конца 2010 года Большой адронный коллайдер (БАК, LHC) работал в режиме столкновений тяжёлых ионов (Pb) и сталкивал частицы при бо́льших энергиях (1.4 Тэв/нуклон). Однако, LHC далеко не по всем параметрам превосходит возможности RHIC, который, работая с разнообразными ионами (Au, Cu, U), имеет не меньшую, чем у LHC, светимость ~1×1027см−2с−1, и 4 независимых детектора. Кроме того, RHIC уникален в своей способности сталкивать спин-поляризованные протоны. Также следует учесть, что ускорительное кольцо LHC будет работать в режиме ионных столкновений не более одного месяца в году.

## Детекторы
В местах столкновения пучков установлены детекторы:
- PHENIX;
- PHOBOS;
- BRAHMS;
- STAR.

## Научные результаты
В экспериментах 2010 года впервые в мире были получены атомы антигелия-4 (18 событий).
В результате эксперимента, проведенного на RHIC, удалось подтвердить предсказания Брейта и Уиллера (физики Григорий Альфредович Брейт-Шнайдер и Джон Уиллер предположили, что при столкновении фотонов могут образовываться пары частиц материи-антиматерии, состоящие из электронов и позитронов): при столкновении тяжелых ионов золота на скорости, близкой к скорости света, образовывались пары частиц и античастиц.
Открыто вакуумное двулучепреломление — в эксперименте на RHIC поляризация вакуума магнитным полем заставляло фотоны испытывать флуктуации и влияла на поглощение света.

## Будущее
Согласно одному из проектов (eRHIC), к ионному кольцу предлагается пристроить линейный ускоритель электронов и проводить электрон-ионные столкновения. Однако для этого придётся кроме всего создать как минимум ещё 1 новый детектор.
В связи с общим сокращением финансирования в США работ по физике высоких энергий, с 2012 года звучат предложения о полной остановке коллайдера, подобно тому как был закрыт коллайдер Тэватрон.